# Tarasp
Tarasp (Italiaans (verouderd): Taraspo) is een plaats en voormalige gemeente in het Zwitserse kanton Graubünden.
Tarasp telde eind 2013 als afzonderlijke gemeente 341 inwoners. Grootste plaats in deze gemeente was het kuuroord Vulpera. Op 1 januari 2015 werd Tarasp opgenomen in de gemeente Scuol.
Tarasp ontstond rond het gelijknamige kasteel, het middelpunt van de heerlijkheid Tarasp, die lange tijd Oostenrijks was en pas in 1803 bij Graubünden kwam. Het is nog steeds een rooms-katholieke enclave in het overwegend protestantse Engadin.
- Gemeinsame Normdatei: 4059060-4
- Historisch woordenboek van Zwitserland: 001524
- Virtual International Authority File: 240799458
- WorldCat: E39PBJrWxh3bQ9q4Dvc9x4V3cP